# Spoorlijn Lens - Corbehem
De Spoorlijn Lens - Corbehem was een Franse spoorlijn van Lens naar Corbehem. De lijn was 18,0 km lang en heeft als lijnnummer 281 000.

## Geschiedenis
De lijn werd aangelegd door de Compagnie des chemins de fer du Nord en geopend op 16 september 1911. Reizigersverkeer werd gestaakt op 2 oktober 1955. In 1987 werd het gedeelte tussen Lens en Quiéry-la-Motte gesloten voor goederenvervoer. Alleen het zuidelijke gedeelte is sindsdien in gebruik voor de fabriek van Renault te Douai. 

## Aansluitingen
In de volgende plaatsen is of was er een aansluiting op de volgende spoorlijnen:
Lens
RFN 283 300, lus van Méricourt
RFN 284 000, spoorlijn tussen Lens  en Ostricourt
RFN 286 000, spoorlijn tussen Lens en Don-Sainghin
RFN 301 000, spoorlijn tussen Arras en Dunkerque
RFN 301 301, raccordement van Avion
RFN 301 610, stamlijn tussen Lens en Liévin
Corbehem
RFN 272 000, spoorlijn tussen Paris-Nord en Lille
RFN 282 300, raccordement van Brebières